# F-Liiga (Frauen)
Die F-liiga ist die höchste Spielklasse im Unihockey Finnlands der Damen.
Bei der Gründung 1988, zwei Jahre nach den Herren hieß die Liga Salibandyn SM-sarja, 1994 erfolgte die Umbenennung in Salibandyliiga. Erster Meister wurde das Blue Eyes Team aus Jyväskylä.
Am 20. Mai 2020 verkündete der finnische Verband Suomen Salibandyliitto (SSBL), dass die Liga neu F-Liiga heißen wird. Ziel dabei ist es die Liga international bekannter und erfolgreicher werden zu lassen.
Nachdem in den ersten F-Liiga Spielzeiten 16 Mannschaften in zwei abgestuften Divisionen in der Hauptrunde spielten, wurde die Liga zur Saison 2023/24 an das System der Herren angepasst mit 12 Mannschaften.

## Mannschaften 2023/24
- TPS (Meister und Hauptrundenerster) aus Turku
- Classic aus Tampere
- PSS aus Porvoo
- EräViikingit aus Helsinki
- SB-Pro aus Nurmijärvi
- SSRA aus Oulu
- FBC Loisto aus Turku
- SaiPa aus Lappeenranta
- Koovee aus Tampere
- O2-Jyväskylä
- Welhot aus Kuopio
- ÅIF aus Sipoo

## Alle Spielzeiten
| Saison  | Meister                                | Vizemeister                            | 3. Platz                               |
| ------- | -------------------------------------- | -------------------------------------- | -------------------------------------- |
| 2023/24 |                                        |                                        |                                        |
| 2022/23 | Turku PS                               | SC Classic                             | Porvoon Salibandyseura                 |
| 2021/22 | Turku PS                               | Porvoon Salibandyseura                 | EräViikingit                           |
| 2020/21 | Porvoon Salibandyseura                 | SB-Pro Nurmijärvi                      | SS Rankat Ankat                        |
| 2019/20 | Kein Meister wegen der Corona-Pandemie | Kein Meister wegen der Corona-Pandemie | Kein Meister wegen der Corona-Pandemie |
| 2018/19 | SB-Pro Nurmijärvi                      | Porvoon Salibandyseura                 | Koovee                                 |
| 2017/18 | SB-Pro Nurmijärvi                      | SC Classic                             | EräViikingit                           |
| 2016/17 | SC Classic                             | SB-Pro Nurmijärvi                      | Porvoon Salibandyseura                 |
| 2015/16 | NST Lappeenranta                       | SC Classic                             | SB-Pro Nurmijärvi                      |
| 2014/15 | SC Classic                             | SB-Pro Nurmijärvi                      | NST Lappeenranta                       |
| 2013/14 | SB-Pro Nurmijärvi                      | SC Classic                             | Happee                                 |
| 2012/13 | SC Classic                             | SB-Pro Nurmijärvi                      | Oulun Luistinseura                     |
| 2011/12 | SC Classic                             | SB-Pro Nurmijärvi                      | NST Lappeenranta                       |
| 2010/11 | SC Classic                             | NST Lappeenranta                       | SB-Pro Nurmijärvi                      |
| 2009/10 | SC Classic                             | SB-Pro Nurmijärvi                      | NST Lappeenranta                       |
| 2008/09 | SC Classic                             | Happee                                 | NST Lappeenranta                       |
| 2007/08 | SC Classic                             | Porvoon Salibandyseura                 | NST Lappeenranta                       |
| 2006/07 | Tapanilan Erä III                      | NST Lappeenranta                       | Porvoon Salibandyseura                 |
| 2005/06 | NST Lappeenranta                       | SC Classic                             | Esport Oilers                          |
| 2004/05 | Tikkurilan Tiikerit                    | Tapanilan Erä III                      | NST Lappeenranta                       |
| 2003/04 | Vantaa Floorball Team                  | Tapanilan Erä III                      | SC Classic                             |
| 2002/03 | SC Classic                             | SSV Helsinki                           | Tapanilan Erä III                      |
| 2001/02 | Helsingfors IFK                        | Vantaa Floorball Team                  | SC Classic                             |
| 2000/01 | Helsingfors IFK                        | SC Classic                             | Seinäjoen PV                           |
| 1999/00 | Tapanilan Erä III                      | Helsingfors IFK                        | Josba                                  |
| 1998/99 | Vantaa Floorball Team                  | Tapanilan Erä III                      | Helsingfors IFK                        |
| 1997/98 | Vantaa Floorball Team                  | Tapanilan Erä III                      | Josba                                  |
| 1996/97 | Tapanilan Erä III                      | Josba                                  | Happee                                 |
| 1995/96 | Tapanilan Erä III                      | Josba                                  | Happee                                 |
| 1994/95 | Tapanilan Erä I                        | Josba                                  | Tapanilan Erä III                      |
| 1993/94 | Esport Oilers                          | Tapanilan Erä I                        | Josba                                  |
| 1992/93 | Tapanilan Erä I                        | Top Gun                                | M/s ICS                                |
| 1991/92 | Tapanilan Erä I                        | Blue Eyes Team                         | Savannan Pallo                         |
| 1990/91 | SC Dalmac                              | Savannan Pallo                         | Happee                                 |
| 1989/90 | SC Dalmac                              | Blue Eyes Team                         | Ylhäs Helsinki                         |
| 1988/89 | Blue Eyes Team                         | NGD                                    | Viking Åland SC                        |

Anzahl Titelgewinne
| Rang | Verein                 | Meistertitel | Zuletzt |
| ---- | ---------------------- | ------------ | ------- |
| 1.   | SC Classic             | 9            | 2017    |
| 2.   | Tapanilan Erä III      | 4            | 2007    |
| 3.   | Tapanilan Erä I        | 3            | 1995    |
| 3.   | Vantaa Floorball Team  | 3            | 2004    |
| 3.   | SB-Pro Nurmijärvi      | 3            | 2019    |
| 6.   | SC Dalmac              | 2            | 1991    |
| 6.   | Helsingfors IFK        | 2            | 2002    |
| 6.   | NST Lappeenranta       | 2            | 2016    |
| 6.   | Turku PS               | 2            | 2023    |
| 10.  | Blue Eyes Team         | 1            | 1989    |
| 10.  | Esport Oilers          | 1            | 1994    |
| 10.  | Porvoon Salibandyseura | 1            | 2021    |
| 10.  | Tikkurilan Tiikerit    | 1            | 2005    |

Stand: 10. April 2024

## Einzelnachweis
1. ↑  Making floorball history: Finland’s highest floorball league is now F-Liiga. 20. Mai 2020, abgerufen am 21. Mai 2020 (amerikanisches Englisch).